# 仙台市水道局
仙台市水道局（せんだいしすいどうきょく）とは、宮城県仙台市の地方公営企業の一つで、同市太白区南大野田に本庁舎が所在する。

## 概要
仙台市の地方公営企業の一つで、主に上水道部門を手掛ける。下水道は、市直轄（市建設局下水道経営部が管掌）であり、市(同部)から委託されて仙台市水道局が下水道使用料を上水道料金と併せて徴収する形を取っている。
仙台市水道事業出納取扱金融機関は市の指定金融機関と同じ七十七銀行である。同収納取扱金融機関は、一部を除く仙台市に本支店を置く金融機関がおおむね指定されている。

## 庁舎等
- 本庁舎…太白区南大野田29番1号
  - 南料金センター…本庁舎内
  - 北料金センター…泉区役所東庁舎3F
  - 市役所料金センター…市役所本庁舎1F
- 卸町庁舎…若林区卸町二丁目3番1号
- 国見庁舎…青葉区貝ヶ森二丁目6番7号

このほか、浄水場が、国見・中原・福岡・茂庭の4か所に所在。

## 水道事業ガイドラインにおける主な指標
平成26年(2014年)度。 数値 は1位、 数値 は3位以内、 数値 は最下位から3位以内、 数値 は最下位
| 指標                                  | 1位（2位） 数値         | 仙台市の順位 数値 | 最下位(17位) 数値     |
| ------------------------------------- | ----------------------- | ----------------- | --------------------- |
| 自己保有水源率                        | 札幌市 他２事業体 100   | 12位 3.3          | 大阪市 他４事業体 0.0 |
| 水質検査箇所密度 (箇所/100㎞2)        | 京都市 23.4             | 16位 6.9          | 札幌市 2.1            |
| 直結給水率                            | 札幌市 98.7             | 7位 88.1          | 福岡市 47.1           |
| 鉛製給水管率                          | 札幌市 他２事業体 0.0   | 16位 15.0         | 京都市 20.2           |
| 普及率                                | 東京都 他５事業体 100.0 | 12位タイ 99.6     | 浜松市 96.5           |
| 経年化設備率                          | 静岡市 24.0             | 17位 61.7         | 北九州市 68.3         |
| 経年化管路率                          | さいたま市 6.6          | 3位 9.9           | 大阪市 43.3           |
| 管路の更新率                          | 東京都 1.98             | 14位 0.61         | 神戸市 0.41           |
| 配水池耐震施設率                      | 福岡市 91.2             | 最下位 15.9       | 大阪市 18.0           |
| 管路の耐震化率                        | さいたま市 43.1         | 4位 30.4          | 北九州市 5.3          |
| 経常収支比率                          | 札幌市 131.5            | 10位 113.3        | 川崎市 98.9           |
| 給水収益に対する 減価償却費の割合     | 川崎市 22.1             | 9位 30.9          | 北九州市 50.3         |
| 給水収益に対する 企業債残高の割合     | 東京都 88.6             | 11位 286.9        | 京都市 582.0          |
| 供給単価 (円)                         | 浜松市 126.3            | 15位 209.6        | 福岡市 218.0          |
| 給水原価 (円)                         | 静岡市 118.1            | 最下位 203.2      | 福岡市 199.8          |
| 1箇月当たり家庭用料金 (円/20m3使用時) | 大阪市 2,073            | 17位 3,488        | 札幌市 3,585          |
| 有収率                                | 福岡市 96.2             | 5位 94.2          | 大阪市、京都市 87.3   |
| 自己資本構成比率                      | 浜松市 98.5             | 9位 58.8          | 京都市 27.9           |
| 水道施設見学者割合 (人/1000人)        | 京都市 75.8             | 6位 19.8          | 堺市 0.1              |
| 配水量1m3当たり 電力消費量 (kWh/m3)   | 堺市 0.04               | 3位タイ 0.14      | 東京都 0.53           |
| 料金未納率                            | 広島市 2.2              | 12位 8.6          | 札幌市 10.5           |
| 管路の事故割合 (件/100㎞)             | 札幌市、さいたま市 0.5  | 4位 1.3           | 京都市 15.1           |
| 給水管の事故割合 (件/1000件)          | 札幌市 0.7              | 9位 3.0           | 京都市 9.8            |
| 消火栓設置密度 (基/㎞)                | 川崎市 8.2              | 13位 4.4          | 札幌市、浜松市 2.9    |

東京都と政令指定都市のうち県営水道から給水する千葉市・相模原市、熊本市を除く18事業体の順位。

## 仙台市の地方公営企業
- 仙台市交通局
- 仙台市ガス局

### 仙台市の公営事業
- 仙台市立病院